# Altingia tenuifolia
Altingia tenuifolia là một loài thực vật có hoa trong họ Altingiaceae. Loài này được Chun ex H.T.Chang miêu tả khoa học đầu tiên năm 1959.